# Joyland
Joyland – powieść kryminalna Stephena Kinga z 2013 roku. Jej akcja rozgrywa się latem 1973 roku w małym miasteczku w Karolinie Północnej. Głównym bohaterem jest Devin Jones, uczeń college’u, który przyjeżdża do lokalnego parku rozrywki, by tam podjąć sezonowe zatrudnienie. Na miejscu staje twarzą w twarz ze zbrodnią i musi zmierzyć się z fatum umierającego dziecka.
Polskie tłumaczenie wydało Prószyński i S-ka w 2013.